# بول ليند
بول ليند (بالإنجليزية: Paul Lynde)‏ (و. 1926 – 1982 م) هو ممثل كوميدي، وممثل تلفزي، وممثل مسرحي، ومؤدي أصوات، وممثل تعبيري، وكاتب سيناريو أمريكي، ولد في ماونت فرنون، أوهايو، بدأ مشواره المهني سنة 1952، توفي في بيفرلي هيلز كاليفورنيا، عن عمر يناهز 56 عاماً، بسبب نوبة قلبية.

## التعليم
تعلم في جامعة نورث وسترن (إلينوي)، وتعلم في كلية الاتصالات الجامعية الشمالية الغربية ‏
.

## وصلات خارجية
- بول ليند على موقع IMDb (الإنجليزية)
- بول ليند على موقع الموسوعة البريطانية (الإنجليزية)
- بول ليند على موقع ميوزك برينز (الإنجليزية)
- بول ليند على موقع تيرنر كلاسيك موفيز (الإنجليزية)
- بول ليند على موقع قاعدة بيانات برودواي على الإنترنت (الإنجليزية)
- بول ليند على موقع إن إن دي بي (الإنجليزية)
- بول ليند على موقع ديسكوغز (الإنجليزية)
- بول ليند على موقع قاعدة بيانات الفيلم (الإنجليزية)

- بول ليند في قاعدة بيانات الأفلام على الإنترنت